# 油見村
油見村（ゆうみむら）は、広島県佐伯郡にあった村。現在の大竹市の一部にあたる。

## 地理
- 河川：小瀬川[1]

## 歴史
- 1889年（明治22年）4月1日、町村制の施行により、佐伯郡油見村が単独で村制施行し、油見村が発足[1][2]。
- 1921年（大正10年）佐伯社（製糸産業組合）設立[1]。
- 1929年（昭和4年）4月1日、佐伯郡大竹町に編入され廃止[1][2]。

### 地名の由来
古くに地内、西原に霊湯が湧き、近辺から多くの見物客が集まったことによる。

## 産業
- 和紙、農業、養蚕[1]